# Ray Schnell
Raphael „Ray“ Schnell (* 1. Mai 1893 in Richardton, Stark County, North Dakota; † 5. April 1970) war ein US-amerikanischer Politiker. Zwischen 1951 und 1953 war er Vizegouverneur des Bundesstaates North Dakota.

## Werdegang
Ray Schnell wuchs auf der Farm seiner Eltern auf. Nach dem Tod seines Vaters im Jahr 1915 führte er die Farm weiter. Seit 1924 war er auch als Auktionator tätig. 1925 zog er in die Nähe von Dickinson, wo er sowohl als Farmer als auch als Viehzüchter arbeitete. Im Lauf der Jahre erwarb er mehrere Farmen und Ranches, die dann seine Söhne übernahmen. Er wurde Mitglied einiger Viehzüchter- und Auktionator-Vereinigungen.
Politisch schloss sich Schnell der Republikanischen Partei an. Zwischen 1939 und 1964 saß er mehrfach als Abgeordneter im Repräsentantenhaus von North Dakota. 1950 wurde er an der Seite von Norman Brunsdale zum Vizegouverneur seines Staates gewählt. Dieses Amt bekleidete er zwischen 1951 und 1953. Dabei war er Stellvertreter des Gouverneurs und Vorsitzender des Staatssenats. Danach fiel dieses Amt wieder an Clarence P. Dahl, der auch Schnells Vorgänger gewesen war. Nach dem Ende seiner Zeit als Vizegouverneur ist Ray Schnell politisch nicht mehr in Erscheinung getreten. Er starb am 5. April 1970 an Krebs.